# 象洞镇
象洞乡，是中华人民共和国福建省龙岩市武平县下辖的一个乡镇级行政单位。

## 行政区划
象洞乡下辖以下地区：
光彩村、洋贝村、东寨村、官坑村、沾洋村、联坊村、富岭村、新岗村、中段村、芹礤村和太山村。